# Clavero (Málaga)
Clavero es un barrio perteneciente al distrito Este de la ciudad andaluza de Málaga, España. Según la delimitación oficial del ayuntamiento, limita al norte con el barrio de Hacienda Miramar; al este, con el barrio de Hacienda Clavero; y al sur, con el barrio de Santa Paula Miramar; y al oeste, con el barrio de Miramar.
La construcción más notable de este barrio es la Casa Lange, situada en el camino de Santa Paula. Es una obra de 1959 de estilo organicista de los arquitectos Robert Mosher y José Relano, y está inscrita en el catálogo del Patrimonio Histórico Andaluz.

## Transporte
Ninguna línea de autobús urbano de la EMT tiene paradas dentro de los límites del barrio, aunque las siguientes líneas paran en las proximidades: 
| Línea | Trayecto                       | Recorrido | Frecuencia    |
| ----- | ------------------------------ | --------- | ------------- |
| C3    | Parque Clavero                 | Recorrido | 15 minutos    |
| 32    | Alameda Principal - El Limonar | Recorrido | 16-18 minutos |